# Státní organizace

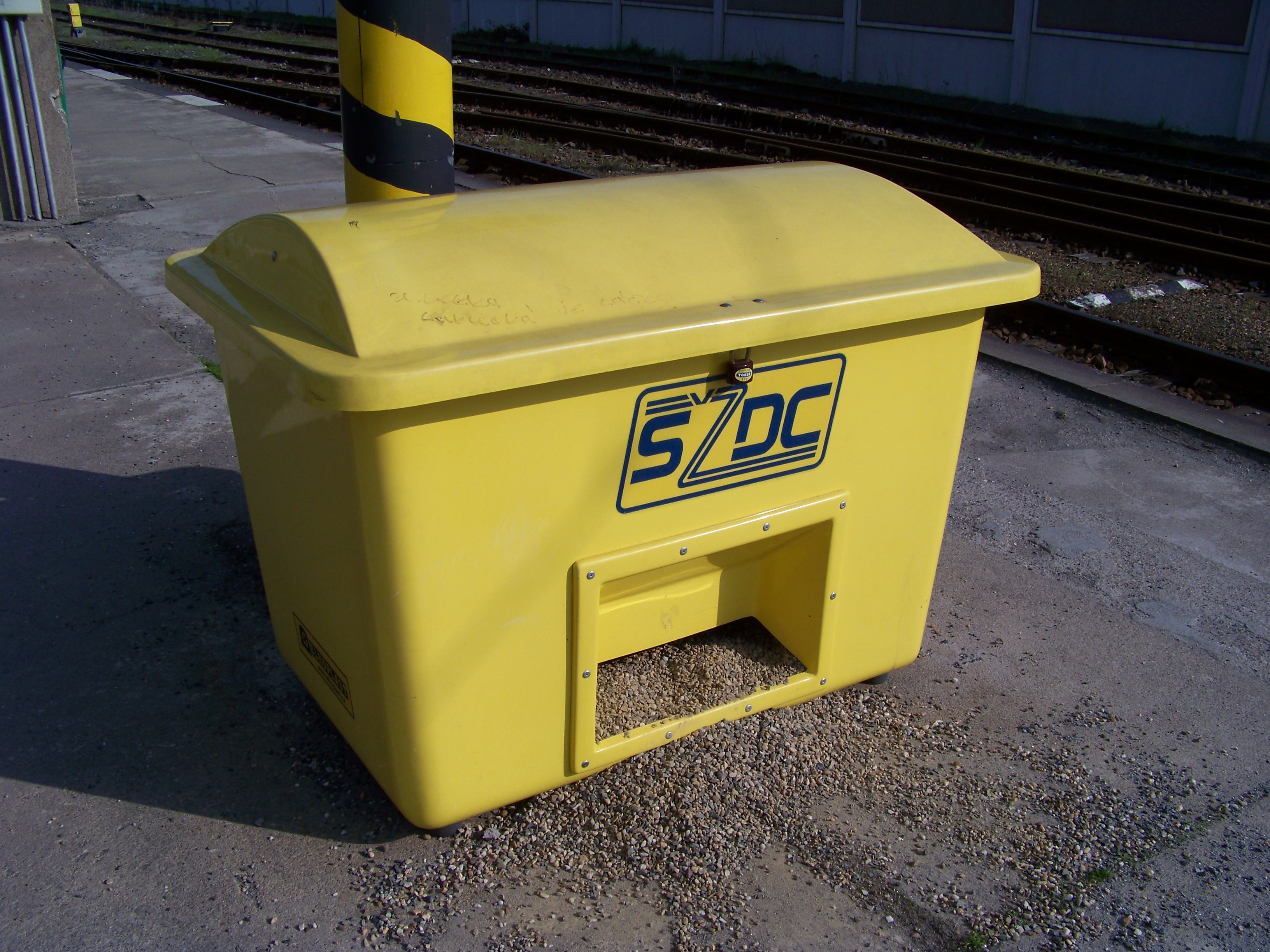
Nádoba na štěrk s logem státní organizace SŽDC

Státní organizace je specifické označení právní formy, které bylo zákonem stanoveno pro státní organizaci Československé státní dráhy od července 1989 do jejího zániku v roce 1992, v roce 2002 pak zpětně vztaženo na státní organizaci České dráhy v letech 1993–2002 a výslovně určeno jako právní forma pro Správu železniční dopravní cesty (od roku 2020 Správa železnic) jako jednoho z právních nástupců. Zákon o majetku České republiky a jejím vystupování v právních vztazích používá termín „státní organizace“ v obecnějším významu pro státní rozpočtové organizace, státní příspěvkové organizace a další organizace, které nemají vlastní majetek, ale nabývají majetek pro stát. 

## Výslovně jmenované státní organizace
Československé státní dráhy byly podle zákona 68/1989 Sb., účinného od 1. července 1989, státní organizací, do obchodního rejstříku však byly k tomuto datu zapsány jako státní podnik. Zmíněný zákon v § 15 stanovil, že na postavení a řízení a na hospodářskou a sociální činnost Československých státních drah se obdobně vztahují vyjmenovaná ustanovení zákona č. 88/1988 Sb., o státním podniku. K datu účinnosti zákona vznikla tato státní organizace ze zákona sloučením výrobně hospodářské jednotky Československé státní dráhy a šesti dalších organizací. Československým zákonem č. 625/1992 Sb. byla státní organizace Československé státní dráhy zrušena, přičemž majetek, majetková práva a závazky a práva a povinnosti z pracovněprávních a jiných vztahů, které podle § 2 až 7 přecházejí na Českou republiku, podle § 8 převezme organizace určená zákonem České národní rady. 
Zákon ČNR č. 9/1993 Sb., o Českých dráhách, zřídil České dráhy jako nástupnický subjekt státní organizace Československé státní dráhy. Právní formu Českých drah tento zákon nepojmenovává, zmiňuje je jako „právnickou osobou, která se zapisuje do obchodního rejstříku“. Majetkové vztahy a finanční hospodaření Českých drah měl podle tohoto zákona upravit zvláštní zákon a do doby vydání zvláštního zákona vykonával působnost statutárního orgánu Českých drah zmocněnec vlády České republiky. Zákon č. 9/1993 Sb. byl o několik měsíců později novelizován zákonem č. 212/1993 Sb., který stanovil orgány Českých drah v čele se správní radou, kterou jmenovala a odvolávala vláda na návrh ministra dopravy. Podle § 4i se na České dráhy vztahovaly právní předpisy upravující postavení a právní poměry státního podniku přiměřeně, pokud tento zákon nestanoví jinak. Ani tato novela právní formu Českých drah výslovně nepojmenovala. 
Zákon č. 7/1997 Sb., o státním podniku, v § 22 upravoval „přeměnu Českých drah na státní podnik České dráhy“. Dnem 31. prosince kalendářního roku následujícího po kalendářním roce, v němž vláda vysloví souhlas se založením státního podniku České dráhy, se měly zrušit České dráhy a zákon o Českých dráhách a ke dni zrušení Českých drah měl vzniknout zápisem do obchodního rejstříku státní podnik České dráhy podle zákona o státním podniku. K tomu však nikdy nedošlo a zákonem č. 77/2002 Sb. byl tento paragraf zákona o státním podniku zrušen. 
Zákon č. 77/2002 Sb., o akciové společnosti České dráhy, státní organizaci Správa železniční dopravní cesty a změnách dalších zákonů, o akciové společnosti České dráhy a státní organizaci Správa železniční dopravní cesty píše jako o právních nástupcích „státní organizace České dráhy“. Tuto právní formu současně výslovně převzala Správa železniční dopravní cesty, zatímco zbytkové České dráhy se nově staly akciovou společností. Státní organizace Správa železniční dopravní cesty je podle tohoto zákona právnickou osobou, která je způsobilá vlastními právními úkony nabývat práv a brát na sebe povinnosti, a za její závazky ručí stát. Zapisuje se do obchodního rejstříku, přičemž zápis má, pokud jde o vznik státní organizace, deklaratorní povahu. Postavení, právní poměry, činnost, sloučení, splynutí a rozdělení státní organizace Správa železniční dopravní cesty se dle zákona řídilo přiměřeně ustanovením zákona o státním podniku, pokud zákon nestanoví jinak. Funkci zakladatele jménem státu vykonávalo  ministerstvo dopravy. Ode dne 1. ledna 2020 se na základě zákona, kterým se mění zákon č. 266/1994 Sb., o dráhách, ve znění pozdějších předpisů, přejmenovala SŽDC na Správu železnic, státní organizaci.

## Právní forma „státní organizace“
Právní forma „státní organizace“ není v právním řádu nikde obecně definována ani není jednoznačně a přímo vymezen její vztah k obecným právním formám státní podnik či státní příspěvková organizace, s nimiž někdy bývá laicky zaměňována. Obecně se státní příspěvkové organizace od státních podniků liší tím, že jejich účelem není podnikání, tedy vytváření zisku. Státní organizace ČSD, ČD a SŽDC nebyly podniky, ale speciální zákony je částečně podřizovaly právnímu režimu státních podniků.
Ministerstvo financí ve svém číselníku právních forem subjektů v rámci Administrativního registru ekonomických subjektů (ARES) má pro tuto právní formu samostatný kód 352 „Správa železniční dopravní cesty, státní organizace“, odlišný například od kódu 332 „státní příspěvková organizace“ či 301 státní podnik, ale subjektů, které jsou v tomto číselníku jmenovitě uvedeny jako představitel jedinečné právní formy, je v tomto číselníku více (též Rada pro veřejný dohled nad auditem a Česká tisková kancelář, která však zároveň spadá i do právní formy veřejnoprávní instituce).
V zákoně č. 219/2000 Sb., o majetku České republiky a jejím vystupování v právních vztazích, se však spojení „státní organizace“ používá i v obecnějším významu, zejména v části páté v oddíle nadepsaném „Přeměna státních organizací na organizační složky“. V § 51 se tak výslovně označuje například Správa úložišť radioaktivních odpadů před účinností tohoto zákona (tímto zákonem se změnila v organizační složku státu) a obecně státní rozpočtové organizace. Následující sekce nadepsaná „Postavení ostatních státních organizací“ se zabývá státními příspěvkovými organizacemi zřízenými nebo řízenými ústředními orgány, okresními úřady a školskými úřady a Konsolidační bankou Praha, státním peněžním ústavem a jinými státními organizacemi zřízenými (založenými) na základě zvláštního právního předpisu nebo zvláštním právním předpisem, které ve vztahu k majetku dosud vykonávaly právo hospodaření, popřípadě právo společného hospodaření, jsou právnickými osobami a hospodaří s majetkem. Jako obecný rys organizací je v § 55 stanoveno, že nemají vlastní majetek, ale za podmínek stanovených tímto zákonem nabývají majetek pro stát.